# Coupling Best (川嶋愛專輯)
『COUPLING BEST』是日本的創作歌手・川嶋愛在2008年6月4日發售的精選輯。 

## 解說
本作為為了紀念出道五周年，和『SINGLE BEST』一起推出的B面集專輯。
收錄了到『與你･････』為止的B面曲（除了已被單曲化的「…謝謝...」），分成兩張CD。
另外收錄了在本作發行前多人希望音源化的電影『Deep Love』的主題曲。

## 收錄曲
- 全作詞・作曲：川嶋愛

Disc1
1. 在3年後的城市（3年後の都会で）
編曲：ieP
出自第1張單曲『天使們的旋律／啟程的早晨』。
2. 抱歉（マーメイド）
編曲：ieP
出自第2張單曲『12個的季節～第4個春天～』。
3. 進入夢中（夢の中へ）
編曲：長澤孝志 
出自第2張單曲『12個的季節～第4個春天～』。
4. 變成雨（雨になる）
編曲：ieP
出自第2張單曲『12個的季節～第4個春天～』。
5. Luna ～砂漠的故事～（Luna～砂漠の物語～）
編曲：Misa 
出自第3張單曲『525頁』。
6. 流星（流れ星）
編曲：ieP
出自第3張單曲『525頁』。
7. Just after the rain!
編曲：ieP
出自第3張單曲『525頁』。
8. 夏日的聖誕節（夏のクリスマス）
編曲：ieP
出自第4張單曲『美人魚』。
9. 朝向未來的道路（未来への道）
編曲：ieP
出自第3張單曲『「再見」「謝謝」～唯一的地方～』。
10. 手心向太陽（手のひらを太陽に）
編曲：ieP
出自第3張單曲『「再見」「謝謝」～唯一的地方～』。
11. 天使降臨
編曲：長澤孝志 
出自第6張單曲『絕望和希望』。

Disc2
1. LOVE & PICHI
編曲：長澤孝志 
出自第7張單曲『「…謝謝...」』。
2. 打上花火
編曲：田邊惠二
出自第7張單曲『「…謝謝...」』。
3. Bye Bye（絶望と希望）
編曲：長澤孝志 
出自第8張單曲『Dear／啟程的那一天…』。
4. Angel（エンジェル）
編曲：長澤孝志
出自第9張單曲『看不見的翅膀』。
5. 葡萄汁（グレープジュース）
編曲：高橋諭一
出自第10張單曲『重要的約定／再一次的約定』。
6. snow dream
編曲：enzo
出自第11單曲『My Love』。
7. Crying
編曲：enzo
出自第11單曲『My Love』。
8. my way（my way）
編曲：長澤孝志
出自第12單曲『compass』。
9. uneasy（旅立ちの日に…）
編曲：enzo
出自第12單曲『compass』。
10. Shining of life
編曲：spam_life 
出自第13單曲『與你･････』。
11. 蕾（つぼみ）
編曲：末廣健一郎 
出自第13單曲『與你･････』。
12. Deep Love
編曲：ieP
額外音軌。電影『Deep Love 〜步之物語〜』的主題曲。
將「12個的季節～第4個春天～」歌詞改寫後的歌曲。

## 外部連結
- 川嶋愛『希望人們能相信自己的感性、目標和夢想並前進下去』oricon。（日語）